# Friedrich Wilhelm Kulenkamp
Friedrich Wilhelm Kulenkamp (* 20. März 1714 in Halberstadt; † 7. Juni 1799 in Witzenhausen) war ein deutscher Jurist.

## Leben

### Familie
Friedrich Wilhelm Kulenkamp war der jüngste Sohn des Oberappellationsrats Michael Kulenkamp und dessen Ehefrau Katharina Elisabeth († 10. Oktober 1724), Tochter des Landrats Henning Dieterich und Witwe des Magisters Lonicer in Halberstadt; er hatte noch vier weitere Geschwister, zu denen unter anderem sein Bruder, der spätere Kriegs- und Domänenrat Philipp August Kulenkamp gehörte.
In zweiter Ehe war sein Vater mit der Witwe des Advokaten Wiedela verheiratet.
Er war seit dem 9. Mai 1746 in Kassel mit Amalie Christine (geb. Zoll) (1727–1747), Tochter eines Reservatenkommissars in Witzenhausen, verheiratet; er verlor seine Ehefrau im Februar 1747 gemeinsam mit ihrer Tochter kurz nach deren Geburt.
In zweiter Ehe heiratete er am 14. Dezember 1747 in Ziegenhain Katharina Gertrud (* 13. September 1730; † 10. Februar 1756), Tochter von Elard J. Biskamp (1696–1762), Metropolitan in Ziegenhain; gemeinsam hatten sie vier Kinder. In dritter und letzter Ehe war er seit dem 27. September 1756 in Ziegenhain mit Katharina Elisabeth (* 27. April 1734; † 3. Januar 1788), der jüngeren Schwester seiner zweiten Ehefrau, verheiratet; aus der Ehe gingen zwölf Kinder hervor, darunter auch der spätere Oberappellationsrat Elard Johannes Kulenkamp.

### Werdegang
Aufgrund des schlechten Verhältnisses zu seiner Stiefmutter wuchs Friedrich Wilhelm Kulenkamp bei seinem Schwager Emanuel Lebrecht Walsdorf, Superintendent in Bernburg, auf.
Er besuchte seit 1732 das Gymnasium (heute: Gymnasium Georgianum) in Lingen und studierte seit 1735 an der Universität Jena Zivil- und Kanonisches Recht sowie an der Universität Frankfurt an der Oder Staats- und Lehnrecht und hörte Vorlesungen bei Johann Jacob Moser.
Nach Beendigung seines Studiums erhielt er eine Anstellung als Regiments-Auditeur in Wesel, bevor er Amtsschultheiß im hessischen Neukirchen wurde.
1746 wurde er Kammerrat in Kassel und erhielt die Ämter Melsungen, Spangenberg, Rotenburg, Hersfeld, Hauneck, Friedewald, Landeck, Bach, Schmalkalden, Herrenbreitungen, Hallenberg und Göllingen zur Verwaltung; 1755 erfolgte seine Bestellung zum Zollschließer.
Während des Siebenjährigen Krieges erhielt er, gemeinsam mit dem Kammerrat Grimmel, den Auftrag, die Direktion des gesamten Fouragewesens zu verwalten. Weil der Kammerrat Grimmel des Französischen nicht mächtig war, blieb die Abrechnung mit der französischen Generalität Friedrich Wilhelm Kulenkamp überlassen. Nach der Schlacht bei Minden wurde er durch den französischen General Johann Christian Fischer als Geisel mit nach Straßburg genommen, worauf er 1760 seine Familie dorthin nachkommen ließ.
Nach seiner Freilassung wurde er noch in Frankfurt am Main beschäftigt und ging im Oktober 1764 nach Witzenhausen in Pension.
1780 wurde er als Titular (jemand, der mit dem Titel eines Amtes bekleidet ist, ohne die damit verbundenen Funktionen auszuüben) Geheimer Kriegs- und Domänenrat verabschiedet.

## Schriften (Auswahl)
- Johann Jacob Moser; Friedrich Wilhelm Kulenkamp: Diss. iur. feud. Saxon. von dem Gedinge. Francofurtum ad Viadrum: Schwartz, 1737.